# فانيتي فير
فانيتي فير هي مجلة شهرية أمريكية تهتم بالثقافة الشعبية والموضة والسياسة.

## وصلات خارجية
- الموقع الرسمي